# Jia Peng Fang
Jia Peng Fang (Jiamusi, 6 de abril de 1958) es un músico chino que se especializa en música clásica, culta y tradicional de su país.

## Biografía
A temprana edad, en 1966 y por influencia de su hermano mayor, comenzó a aprender tocar el erhu. A la edad de dieciséis años, su hermano lo ayudó a ir a Pekín a estudiar el Erhu junto con los jugadores más experimentados, para convertirse en un profesional. En ese momento en China, a las personas no se les permitía moverse libremente por el país. De dieciséis a dieciocho años, para Jia no fue posible obtener su ración de comida, pero construyó un pequeño recinto en la galería de la tía donde podía practicar con el erhu en paz. La fecha del examen para alistarse en la Marina Song and Dance Band se canceló debido al gran terremoto de Karasan, lo que hizo que Jia desearía unirse a la banda. Aproximadamente un año y medio después, como parte de la política de la Revolución Cultural, se vio obligado a regresar a su Jams natal, trabajando en tierras agrícolas.
Después de la Revolución Cultural, un exmaestro lo contactó y le aconsejó que ingresara a la academia de música. En 1978 se preparó todo el año para tomar el examen de ingreso al Conservatorio Central de Música, pero la Orquesta Nacional Central necesitaba un ejecutor de erhu que pudiera actuar directamente.

### Formación
En 1988 ingresó para realizar una maestría en la Universidad Nacional de Bellas Artes y Música de Tokio. Luego de graduarse fue admitido como miembro de la Asociación de Músicos de China y director de la Sociedad China de Erhu.

## Carrera
En 1979 la Orquesta Nacional Central necesitaba un actor erhu que pudiera actuar directamente. Después de ser recomendado por Zhou Yaozhen , se convirtió oficialmente en el jugador erhu de la Orquesta Nacional Central de entre más de quinientos candidatos para ingresar a la Academia Central de Música (誷) como intérprete en la sección Folk. Un examinador examinado, un maestro y un intérprete de concierto de la Chinese Folk Orchestra, sugiere que Jia debería intentar con su orquesta. Envió a Jia a la ciudad y arregló que recibiera una compensación por sus gastos de subsistencia. De repente, Jia se encontró comenzando una vida como jugador profesional de Erhu. En 1985 fue nombrado subdirector del departamento de orquesta.

### Emigración
Llegó a Japón en 1988 para estudiar música. Al recibirse participó en la producción de álbumes y conciertos de Katsuhisa Hattori y comenzó presentaciones profesionales a gran escala. Mientras participaba en producciones musicales para las películas " LOVERS ", " Princess Mononoke " y TV "National Palace", "Kanshi noriyuki", " NEWS23 ", etc.
En 1997, sus brillantes actuaciones con su orquesta en el Carnegie Hall de Nueva York solidificaron su posición en el mundo de la música.

### Éxito internacional
Produjo un álbum original en Pacific Moon Records . El álbum fue compuesto por él mismo y lanzado a nivel mundial. Además, en junio de 1998 , su álbum debut " River " fue lanzado por el sello Pacific Moon Records , que combina música occidental y china. La alta calidad de su trabajo le valió una avalancha de aclamación en Japón y en el extranjero, el álbum también demostró ser un éxito comercial.
Una de sus canciones melódicas más bellas y conmovedoras, Silent Moon , contenida en el álbum River de 1999 , se utilizó como alfombra musical en un famoso video tributo dedicado al gran maestro de artes marciales Yip Man , maestro de Bruce Lee . Dando a Jia un gran éxito en Youtube . El video muestra las habilidades del Gran Maestro en su estilo Wing Chun , imágenes tomadas unas semanas antes de morir.
El 1999 es el año de su segundo esfuerzo en el estudio de grabación : " arco iris ". Trabajo que resultó ser aún más exitoso que el primer álbum, tanto en Japón como en el extranjero. El tercer álbum del compositor chino es "Faraway ...", que fue lanzado en enero de 2001, una obra que contiene una selección de los primeros tres álbumes, así como la grabación de actuaciones con el pianista Naoyuki Onda .

### Actualidad
Actualmente Jia enseña cómo tocar el erhu a más de un centenar de estudiantes, mientras continúa trabajando en el campo de las bandas sonoras, la música folclórica china, el pop, el jazz y la música clásica. También se encarga de configurar y poner escena de representaciones teatrales; persiguiendo el potencial infinito de su música. 
Actuó en los Estados Unidos, Italia, Corea del Sur, Taiwán y otras partes del mundo. Apareció en el programa 256th NHK "Top Runner" interpretando el erhu. También participa en "Koi", una canción exitosa de Hoshino Gen.

## Discografía
- 1999- River
- 2000 - Rainbow
- 2001 - Faraway...
- 2002 - 二胡 Erhu:  Jia Peng Fang Best
- 2003 - Roman
- 2004 - Jia Peng Fang Best/Erhu
- 2005 - Lovers
- 2006 - 月光 Moonlight
- 2006 - 翔
- 2008 - Tomorrow
- 2008 - Memories
- 2011 - Seasons
- 2014 - Glitter
- 2015 - Sangokushi Kumikyoku
- 2016 - Kokoro Fureai -Nikoga Sasou Kyoushu-
- 2016 - Sangokushi Kumikyoku Vol.2